# Incidente ferroviario di Niella Tanaro
L'incidente ferroviario di Niella Tanaro fu uno scontro tra un'elettromotrice e un treno accelerato avvenuto alle ore 22:00 circa del 7 giugno 1964 nella stazione di Niella Tanaro della ferrovia Bra-Ceva.

## Dinamica dei fatti
Il 7 giugno 1964 il treno diretto n. 752 composto da elettromotrici proveniente da Savona e diretto a Torino avrebbe dovuto incrociare nella stazione di Bastia Mondovì il treno accelerato n. 1339 che veniva effettuato solo nei giorni festivi. Per motivi d'orario l'incrocio venne spostato nella successiva stazione di Niella Tanaro. Effettuata la fermata prevista per servizio viaggiatori l'elettromotrice ripartì e prese velocità andandosi a scontrare violentemente, dopo circa 500 m, contro il treno accelerato periodico fermo al segnale di protezione della stazione in attesa della via libera. Nell'urto persero la vita 3 persone e ne rimasero ferite complessivamente 45. A causa dell'urto il locomotore elettrico dell'accelerato uscì dai binari inclinandosi di fianco, le carrozze dello stesso riportarono pochi danni e qualche passeggero contuso in quanto protette dalla massa del locomotore. I danni maggiori, le vittime e la maggior quantità di feriti si ebbero nelle elettromotrici in quanto "materiale leggero", meno resistente; soprattutto la prima vettura fu quella in cui si ebbero i tre morti e il maggior numero di feriti più seriamente. I primi soccorsi vennero forniti dal personale ferroviario della stazione e da abitanti del luogo; intervennero i Vigili del fuoco, la Croce rossa e mezzi di trasporto privati messi a disposizione con cui i feriti più gravi furono trasportati all'ospedale di Ceva mentre quelli meno gravi a quello più distante di Mondovì.

## Treni coinvolti
- Treno accelerato n. 1339, composto di locomotiva elettrica e carrozze di 1ª e 2ª classe; partenza dalla stazione di Torino Porta Nuova alle ore 19:43 con effettuazione solo nei giorni festivi tra Bra e Ceva[3].
- Treno diretto n. 752 composto di elettromotrici; partenza dalla stazione di Savona alle ore 20:32, con fermata d'orario a Niella alle 21:38[3].

## Le vittime
Nello scontro persero la vita, sull'elettromotrice investitrice, 2 passeggere, non subito identificate perché prive di documenti, e un carabiniere in servizio a Torino, Mario Adamanti, di 32 anni.
I feriti più gravi furono 25, quasi tutti dell'elettromotrice di testa; furono ricoverati in parte all'ospedale di Ceva, i più gravi, e all'ospedale di Mondovì, gli altri. Venti passeggeri di ambedue i treni riportarono solo contusioni di vario genere.

## L'inchiesta
L'inchiesta venne condotta dal Procuratore della Repubblica di Mondovì Giancarlo Allegri che emise un mandato di arresto per cinque ferrovieri ritenuti responsabili o corresponsabili del disastro.
 Vennero arrestati il macchinista, l'aiuto macchinista, il capotreno, un conduttore e un altro agente. Vennero posti in libertà provvisoria dopo tre mesi di detenzione e rinviati a giudizio presso il tribunale di Mondovì con l'imputazione di disastro ferroviario e omicidio colposo plurimo.
 
La prima udienza venne fissata per il 23 febbraio 1967. Il quinto agente arrestato venne, alla fine dell'istruttoria, prosciolto con formula piena.